# Atlanta International Pop Festival (1970)
Das zweite und letzte Atlanta International Pop Festival fand vom 3. bis zum 5. Juli 1970 am Middle Georgia Raceway in Byron (Georgia) statt, 90 Meilen südlich von Atlanta. Samstag, der 4. Juli, war der US-amerikanische Unabhängigkeitstag 1970. Es kamen über 200.000 Zuschauer, manche Schätzungen gehen bis zu 600.000. Der Eintritt betrug $14. Veranstalter des Festivals war Alex Cooley, der bereits zum Organisationsteam des ersten Atlanta International Pop Festival 1969 gehört hatte.

## Die Künstler
Trotz einiger Absagen traten über 30 Gruppen und Interpreten auf.
| - The Allman Brothers Band - B. B. King - Ballin’ Jack - Bloodrock - Bloomsbury People - Bob Seger System - Cactus - Cat Mother & the All Night Newsboys - Chakra - Chambers Brothers - Goose Creek Symphony - Grand Funk Railroad | - Gypsy - Hampton Grease Band - Handle - Hedge & Donna - It’s a Beautiful Day - Jimi Hendrix - John Sebastian - Johnny Jenkins - Johnny Winter - Lee Michaels - Mott the Hoople - Mountain | - Poco - Procol Harum - Radar - Rare Earth - Richie Havens - Rig - Savage Grace - Spirit - Ten Years After - Terry Reid - U.S. Kids - Memphis State University cast of „Hair“ |

## Notizen zum Festival
Jimi Hendrix spielte um Mitternacht des Unabhängigkeitstages seine Version des Star-Spangled Banner, begleitet vom offiziellen Feuerwerk. Er trat wahrscheinlich vor der größten Zuschauermenge seiner Karriere auf; bei seinem Woodstock-Auftritt im Jahr zuvor hatte sich die Menge schon deutlich gelichtet, als er auf die Bühne kam. Aufnahmen seines Auftritts wurden 1991 in dem Boxset Stages veröffentlicht.
Das Festival endete am frühen Morgen des 6. Juli 1970 (Montag) mit einem Auftritt des „Anunga Runga Tribe“ aus dem Musical Hair. Zuvor hatte Richie Heavens den Tag mit seiner Version von Here Comes the Sun eingeläutet.
Wie schon beim ersten Atlanta International Pop Festival 1969 wurde die Zuschauermenge wegen der anhaltenden Hitze von der Feuerwehr mit Wasserfontänen abgekühlt.
Das Festival verhalf der Allman Brothers Band zu ihrem nationalen Durchbruch. 2003 erschienen Aufnahmen ihrer Auftritte unter dem Titel Live at the Atlanta International Pop Festival: July 3 & 5, 1970.
Die Band Savage Grace schrieb einen Song über das Festival, Macon, Georgia, der im folgenden Jahr auf ihrem zweiten Album Savage Grace 2 erschien. Ebenfalls 1971 kam das Album The First Great Rock Festivals of the Seventies heraus, das Aufnahmen des zweiten Atlanta International Pop Festivals und des  Isle of Wight Festivals enthielt.
Am 15. September 2012 wurde eine Gedenkplakette zur Erinnerung an das zweite Atlanta International Pop Festival enthüllt.